# Gladiolus carneus
Gladiolus carneus es una especie de gladiolo que se encuentra Sudáfrica.  

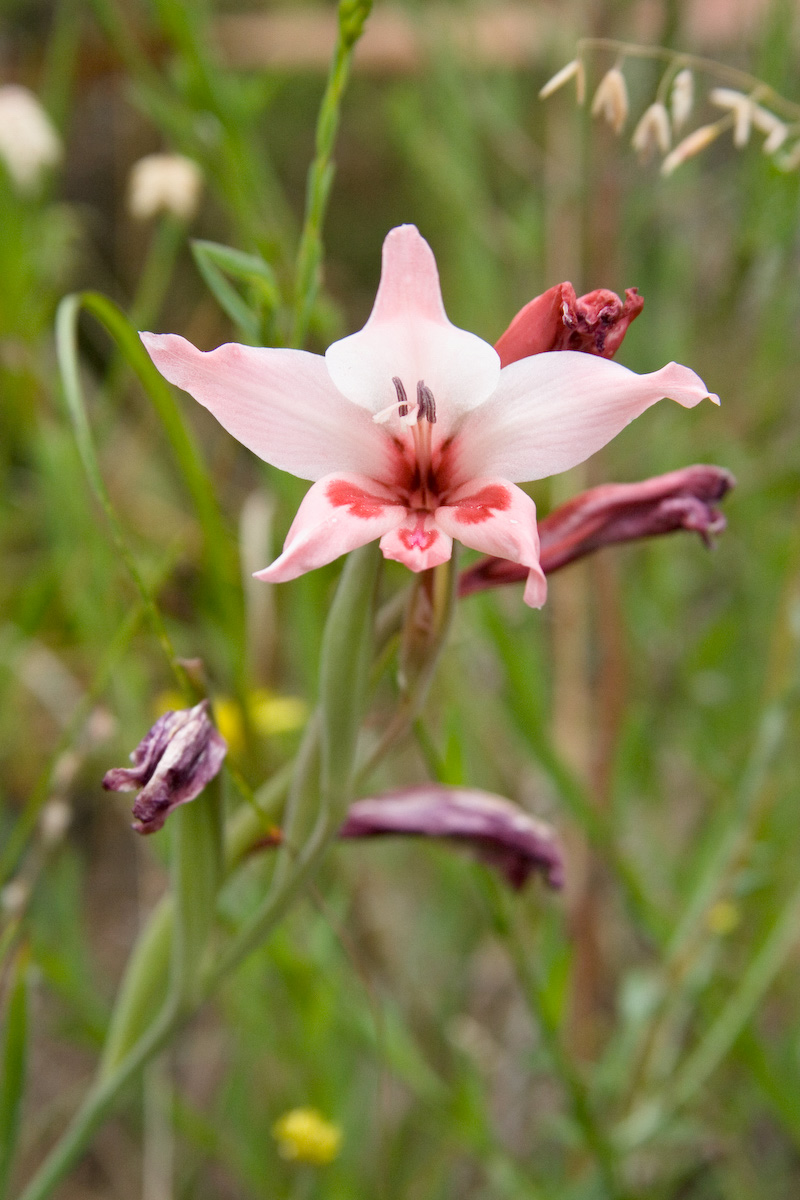
Flor

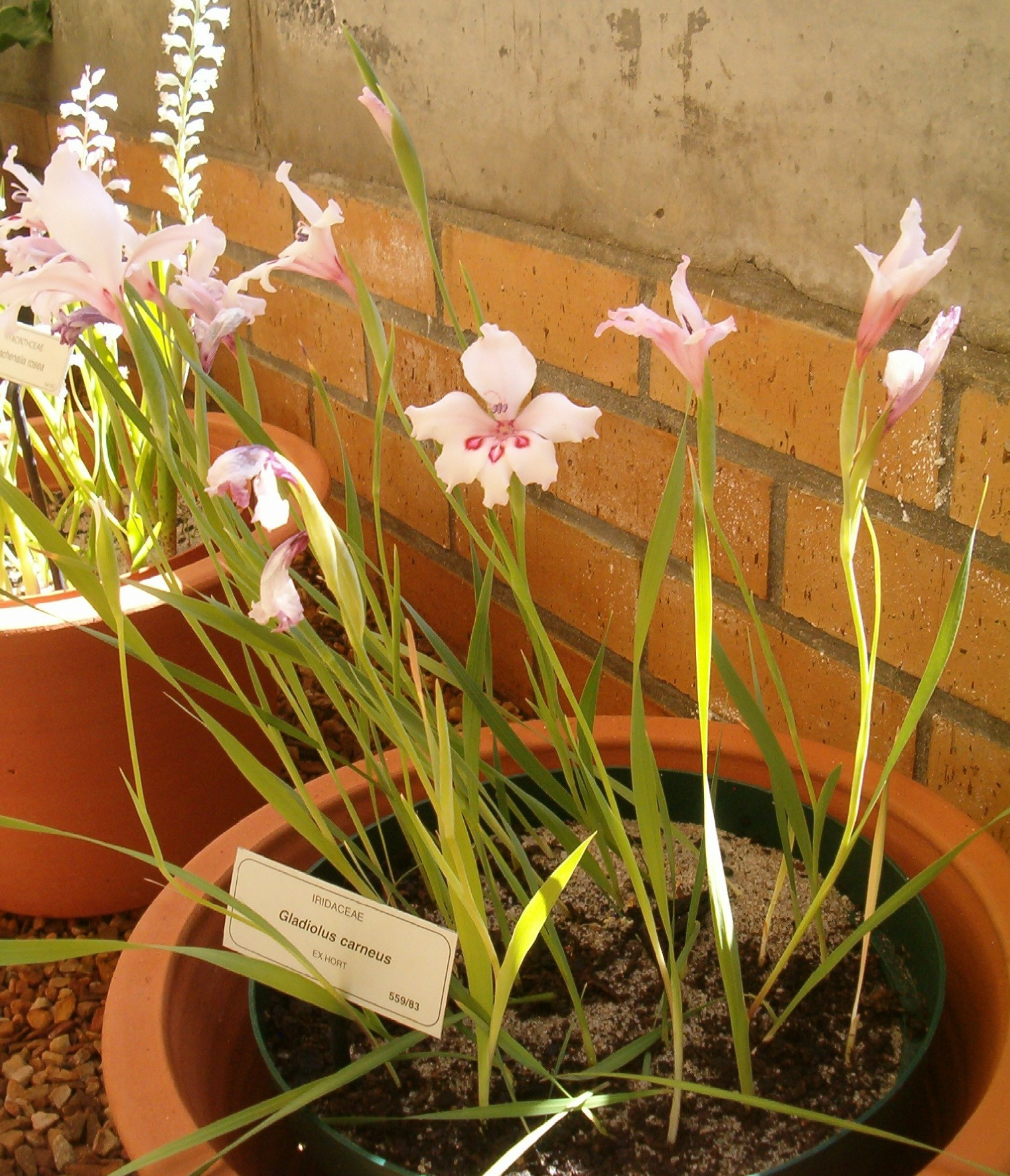
Vista de la planta

## Descripción
Gladiolus carneus es una planta herbácea perennifolia, geofita que alcanza un tamaño de 0.2 - 0.5 m de altura. Se encuentra a una altitud de 10 - 1220 metros.

## Taxonomía
Gladiolus carneus fue descrita por  François Delaroche y publicado en Descriptiones plantarum aliquot novarum 30. 1766.
Etimología
Gladiolus: nombre genérico que se atribuye a Plinio y hace referencia, por un lado, a la forma de las hojas de estas plantas, similares a la espada romana denominada "gladius". Por otro lado, también se refiere al hecho de que en la época de los romanos la flor del gladiolo se entregaba a los gladiadores que triunfaban en la batalla; por eso, la flor es el símbolo de la victoria.
carneus: epíteto latíno que significa "de color carne".
Sinonimia
- Gladiolus albidus Jacq.
- Gladiolus blandus Aiton
- Gladiolus callistus F.Bolus
- Gladiolus campanulatus Andrews
- Gladiolus cordatus (Thunb.) Thunb.
- Gladiolus cuspidatus var. ensifolius Baker
- Gladiolus excelsus (Ker Gawl.) Ker Gawl.
- Gladiolus eximius Ingram
- Gladiolus expallescens Schrank
- Gladiolus hibbertii Baker
- Gladiolus lunulatus Klatt
- Gladiolus mac-owanianus Klatt
- Gladiolus mortonius Herb.
- Gladiolus pictus Sweet
- Gladiolus prismatosiphon Schltr.
- Gladiolus sagittifer Salisb.
- Gladiolus trimaculatus Lam.
- Gladiolus tristis var. cordatus Thunb.
- Gladiolus ventricosus Lam.
- Gladiolus vinulus Klatt
- Moraea ramosa Endl.[7][8]